# Zorniges Schweigen
Zorniges Schweigen (Originaltitel: The Angry Silence) ist ein britisches Schwarz-Weiß-Drama aus dem Jahr 1960 unter der Regie von Guy Green.
Der Film war die erste Veröffentlichung der Produktionsfirma des Drehbuchautors Bryan Forbes, Beaver Films. Forbes erhielt für seinen Beitrag (zusammen mit den Autoren der Originalgeschichte, Michael Craig und Richard Gregson) einen BAFTA-Award und eine Oscar-Nominierung.

## Handlung
Der Fabrikarbeiter Tom Curtis hat zwei Kinder und seine Frau Anna ist schwanger. Aus diesem Grund weigert er sich, an einem inoffiziellen Streik teilzunehmen, der für ihn einen Lohnverlust bedeutet, zu dem er jedoch berechtigt ist. Der Streik wird von Travers, einem externen Aktivisten, geplant und vom Betriebsrat Bert Connolly organisiert, der fadenscheinige Forderungen ausheckt, um die Betriebsleitung unter Druck zu setzen, damit sie der Schließung des Betriebs zustimmt und der Gewerkschaft mehr Einfluss verschafft.
Diejenigen, die weiterarbeiten, müssen feststellen, dass ihre Häuser immer wieder angegriffen werden, unter anderem durch eingeschlagene Fenster und Brandstiftung, und schließen sich aus Angst dem Streik an. Nur Curtis arbeitet trotz der Drohungen und Einschüchterungen weiter.
Als gewerkschaftsfeindliche Zeitungen ihn interviewen und über seine Notlage berichten, fordert Connolly seine Entlassung und untermauert seine Forderung mit dem Verbot von Schichtarbeit und Überstunden. Die Unternehmensleitung befürchtet, dass die anhaltende Publicity den Verlust eines Großauftrags bedeuten könnte, während einige Beschäftigte die Sache selbst in die Hand nehmen.

## Produktion
Kenneth More war ursprünglich für die Rolle des Tom Curtis vorgesehen, lehnte aber ab, als ihm die Hauptrolle in Die letzte Fahrt der Bismarck angeboten wurde.
Guy Green sagte, dass „wir uns alle sehr nobel fühlten“, als er die volle Gage ablehnte, aber er sagte, dass der Film für seine Karriere hervorragend war.

## Besetzung und Synchronisation
Die deutsche Synchronisation des Films übernahm die Ultra-Film Synchron GmbH in Hamburg, nach einem Dialogbuch und Dialogregie von Peter Elsholtz.
| Rolle         | Darsteller           | Sprecher                 |
| ------------- | -------------------- | ------------------------ |
| Tom Curtis    | Richard Attenborough | Wolfgang Arps            |
| Anna Curtis   | Pier Angeli          | Roswitha Kraemer         |
| Joe Wallace   | Michael Craig        | Uwe Friedrichsen         |
| Bert Connolly | Bernard Lee          | Heinz Piper              |
| Travers       | Alfred Burke         | Wolfgang Rottsieper      |
| Davis         | Geoffrey Keen        | Kurt Klopsch             |
| Martindale    | Laurence Naismith    | Wolfgang Engels          |
| Thompson      | Russell Napier       | N. N.                    |
| Pat           | Penelope Horner      | N. N.                    |
| Eddie Barrett | Brian Bedford        | Reiner Brönneke          |
| Mr. Gladys    | Brian Murray         | Werner Bruhns            |
| Roberts       | Norman Bird          | Wolf Rahtjen             |
| Arkwright     | Beckett Bould        | Carl Voscherau           |
| Mick          | Oliver Reed          | N. N.                    |
| Alan Whicker  | Alan Whicker         | Günther Jerschke         |
| Pryce-Evans   | Bernard Horsfall     | N. N.                    |
| Arbeiter      | Gerald Sim           | Peter Elsholtz           |
| Journalist    | Bryan Forbes         | Werner Dahms             |
| Matthews      | Tony Doonan          | Friedrich Georg Beckhaus |

## Auszeichnungen
| Auszeichnung                           | Jahr | Kategorie                                           | Empfänger                                    | Resultat  |
| -------------------------------------- | ---- | --------------------------------------------------- | -------------------------------------------- | --------- |
| National Board of Review               | 1960 | Top Foreign Films                                   | Zorniges Schweigen                           | Gewonnen  |
| Internationale Filmfestspiele Berlin   | 1960 | Goldener Bär                                        | Guy Green                                    | Nominiert |
| Internationale Filmfestspiele Berlin   | 1960 | CICAE-Preis                                         | Guy Green                                    | Gewonnen  |
| Internationale Filmfestspiele Berlin   | 1960 | FIPRESCI-Preis                                      | Guy Green                                    | Gewonnen  |
| Internationale Filmfestspiele Berlin   | 1960 | Jugendfilmpreis – Spielfilme – Ehrenvolle Erwähnung | Guy Green                                    | Gewonnen  |
| BAFTA Awards                           | 1961 | Bester britischer Darsteller                        | Richard Attenborough                         | Nominiert |
| BAFTA Awards                           | 1961 | Bester britischer Film                              | Guy Green                                    | Gewonnen  |
| BAFTA Awards                           | 1961 | Bestes britisches Drehbuch                          | Bryan Forbes                                 | Gewonnen  |
| BAFTA Awards                           | 1961 | Bester Film                                         | Guy Green                                    | Nominiert |
| BAFTA Awards                           | 1961 | Beste ausländische Darstellerin                     | Pier Angeli                                  | Nominiert |
| Valladolid International Film Festival | 1961 | Special Mention                                     | Guy Green                                    | Gewonnen  |
| Oscar                                  | 1961 | Bestes Originaldrehbuch                             | Richard Gregson, Michael Craig, Bryan Forbes | Nominiert |

## Kritiken
Der Film erhielt positive Kritiken im Vereinigten Königreich und in den USA. Variety schrieb, dass Guy Green „geschickt Regie führte und den Film für sich selbst sprechen ließ“. Der Film wurde 1960 auf den 10. Internationalen Filmfestspielen in Berlin gezeigt. Die Evangelische Filmgilde wählte den Film im September 1960 zum Film des Monats.
Bis 1971 spielte der Film geschätzte 58.000 £ ein, 1997 schätzte Bryan Forbes den Gewinn auf 200.000 £.
Nach der Veröffentlichung des Films besuchte Richard Attenborough einen Working men’s club in Aberdare, Südwales, der sich weigerte, den Film zu zeigen. Viele solcher Clubs hatten den Film wegen seiner streikfeindlichen Handlung verboten. Nachdem Attenborough jedoch seine Sicht des Films erläutert hatte, erlaubten die Bergarbeiter die Vorführung des Films. Das war wichtig, denn in den 1960er Jahren waren solche Vorführungen unerlässlich, um Eintrittskarten zu verkaufen.
Einige Kritiker haben Zweifel an der Politik des Films geäußert, insbesondere im Hinblick auf die Verharmlosung der Bedürfnisse und Forderungen der Arbeiter. Andere meinen, dass der Film auch die Werte der britischen Arbeiterklasse zu jener Zeit widerspiegelt, wie z. B. „an Englishman's home is his castle“.